# Балин, Марти
Марти Балин (англ. Marty Balin — Ма́рти Бе́йлин, настоящее имя — Мартин Джерел Бухвальд (англ. Martyn Jerel Buchwald); 30 января 1942 — 27 сентября 2018) — американский музыкант, основатель и ведущий вокалист рок-группы Jefferson Airplane.

## Молодость
Марти (Мартин Джерел) родился в Цинциннати, штат Огайо в семье Кэтрин Юджинии (в девичестве Талбот, 1917—2003) и Джозефа Бухвальда (1917—2012). Его бабушка и дедушка по отцовской линии — еврейские иммигранты из Восточной Европы, мать Марти принадлежала к Епископальной церкви. У Марти наблюдалась лёгкая форма аутизма, от чего он страдал в детстве и что затрагивало и его взрослую жизнь. Марти посещал Среднюю школу имени Вашингтона в Сан-Франциско.

## Карьера
В 1962 году Мартин взял псевдоним Марти Балин и начал делать записи с компанией Challenge Records, выпустив синглы Nobody But You и I Specialize in Love. В 1964 году он был лидером квартета исполняющего фолк-музыку под названием The Town Criers («Городские крикуны»), с другими участниками группы Ларри Варго, Яном Элликсоном и Биллом Коллинсом.
Балин был основателем и ведущим вокалистом Jefferson Airplane с 1965 до 1971 годы.
В 1971 году, он ушёл из Jefferson Airplane и продюсировал альбом для группы Grootna, прежде чем присоединиться к ним в качестве вокалиста для альбома Bodacious DF В 1974 году Пол Кантнер попросил, чтобы Марти написал песню для его нового проекта Jefferson Starship, и вместе они написали Caroline, которая вышла на альбоме Dragon Fly. Марти окончательно присоединился к Jefferson Starship в 1975 году. В 1978 году Балин оставил группу.
В 1979 году он продюсировал рок-оперу Rock Justice. В опере повествовалось о рок-музыканте, которого помещают в тюрьму для того, чтобы тот был не в состоянии произвести хит для компании грамзаписи. Сюжет был основан на событиях в жизни Мартина — судебных процессах, в которых он боролся в течение многих лет с прежним менеджером Jefferson Airplane Мэтью Кацем.
Балин продолжил выступать как соло-исполнитель, и в 1981 году он выпустил свой первый альбом — Balin.
В 1985 году он объединился с Полом Кантнером и Джеком Кэзэди, чтобы сформировать группу KBC. После распада KBC, он снова стал гастролировать с Jefferson Airplane.
Балин скончался 27 сентября 2018 года.

## Личная жизнь
Его жена, Керэн Т. Дил, умерла 19 ноября 2010 года в Тэмпл-Террас, Флорида, от удушья, подавившись пищей. Ей было 57 лет. У Марти есть две дочери — Дженнифер и Делани Марая Скай.